# Järnvågen, Göteborg
Järnvågen var en järnvåg i Göteborg. 
Järnvågen började anläggas 1624 på en holme i Stora hamnkanalen, där Brunnsparken nu ligger. Senare fick området namnet Jernwågsplatsen (inofficiellt 1753, officiellt 1809). I storbranden 1813 brann den sista resten av järnvågen ned i Brunnsparken. År 1861 fylldes den del av Stora Hamnkanalen igen, söder om "holmen", som nu bildar Södra Hamngatan. Vid en arkeologisk utgrävning som genomfördes hösten 2015 i samband med att Såningskvinnan (även kallad Johanna i Brunnsparken) tillfälligt flyttades för renovering, fann man resterna av järnvågen – 2 meter under dagens marknivå.
Vid järnvågarna skulle förr järnet vägas och granskas före utskeppningen. Till Göteborg kom det på skutor från de värmländska bruken. De äldsta järnvågarna i Sverige tillkom under 1600-talets senare del, och under 1700-talet och början av 1800-talet fanns sådana på flera platser i landet. Sist av alla nedlades den i Göteborg.
Järnbärarna bildade ett privilegierat skrå. Laget i Göteborg bestod av 46, senare 25 man under ledning av en ålderman, som fick svära konungens tro- och huldhetsed. För övrigt tillsattes laget av magistraten i Göteborg. Vågens verksamhet övervakades av vågmästaren för stadens räkning och av inspektören för statens. De siste vågmästarna var; Elias Ahrenberg, far till grosshandlaren och donatorn Henrik Ahrenberg, samt G. Svensson och Gustaf E. Falck, Järnbärarelagets siste ålderman, August Nilsson, dog 1915. Inom järnvågsområdet fanns det stora vågar utplacerade och från och till dessa skulle järnbärarna bära stångjärnet i en järnkrok, som vilade på ryggen. Lönen fick man som provision av vågavgifterna, vilka betalades av köpmännen. Duktiga järnbärare kunde tjäna upp till 1 700 riksdaler om året.  
Genom en kunglig resolution av den 17 mars 1785; "...att der låta uppföra en timrad bod, till manufaktursmides förvarande, med villkor att den genast skulle nedrifvas och varorna bortföras i den händelse något fiendtligt anfall inträffade", skulle järnvågen flyttas till Pusterviksområdet vid Järntorget. För ändamålet grävdes det en hamnanläggning vid Göta älv med 180 meters längd och 30 meters bredd. Flytten blev inte av förrän 1802 eller 1803, då enighet kring vågens avgifter inte kunde nås. Efter en ny resolution av den 24 mars 1802 kunde arbetet med flytten påbörjas. Verksamheten vid vågen tog därefter vid 1806 och upphörde 1892. År 1893 upplöstes Järnbärarlaget. 
Som minne av järnhanteringen finns skulpturen "Järnbärare" på Olof Palmes plats (norra delen av Järntorget).